# Мауро Балети
Мауро Балети (итал. Mauro Balletti; Милано, 4. септембар 1952) италијански је фотограф, уметник и графичар.
Балети је познат као творац облога албума италијанске певачице Мине од 1973. 1982. године почео је да сарађује као фотограф са водећим италијанским модним часописима. Од 1990-их Балетти је почео снимати видео клипове, рекламне ролике и кратке филмове.